# Chopinzinho
Chopinzinho est une municipalité brésilienne située dans l'État du Paraná.